# 京急ファミリー鉄道フェスタ
京急ファミリー鉄道フェスタ（けいきゅうファミリーてつどうフェスタ）は、毎年5月頃に神奈川県横須賀市舟倉に立地する京急久里浜工場で開催される京浜急行電鉄主催の鉄道イベントである。

## 概要
当イベントでは事業所内の見学のほか、車両展示などを実施している。また、京急久里浜駅から事業所内に所在する久里浜工場信号所行きの列車（整理券が必要）やシャトルバスも運行される。
新型コロナウィルス感染症拡大の影響により、2020年は当初5月開催から秋開催に延期を発表したが、従来通りのイベント開催は断念し、リモート開催に変更された。2021年以降は当面の間開催休止となっていたが、2024年に復活したが入場は抽選制となった。

## イベント内容
- 現役車両の車両展示
- 事業用車の展示
- 保存車の展示（京浜51号形・湘南デ1形）
- 方向幕展示
- 廃車両の部品オークション
- 京急バスの展示
- 鉄道模型運転会
- 洗車機の車体洗浄体験（予約制）
- 架線点検作業実演
- 踏切操作体験
- トラバーサーの展示
- 軌陸車の展示
- 他事業者による鉄道グッズ販売
- 車両部品の展示

## その他
- 2008年に当車両工場で開催された「京急ファミリー鉄道フェスタ2008」で、同年に廃車となった旧1000形のデハ1337・デハ1340の一般販売が行なわれたが購入希望者と条件が折りあわず、解体されることになった。